# Prélude (Film)
Prélude ist ein Coming-of-Age-Film von Sabrina Sarabi, der am 29. August 2019 in die deutschen Kinos kam. Der Film skizziert den Werdegang des angehenden Konzertpianisten David, der an dem enormen Druck eines künstlerischen Studiums schließlich scheitert.

## Handlung
Der junge Klavierstudent David Berger wurde weit entfernt seiner Heimat am Musikkonservatorium aufgenommen. Voll Lebenshunger stürzt er sich sowohl in die Welt der Musik als auch in das Studentenleben allgemein. Doch schon bald muss er erkennen, dass künstlerischer Erfolg an harte Arbeit gekoppelt ist, die ihm auch sein Talent nicht erspart, und dass er am Konservatorium keineswegs der Überflieger ist, für den er sich bislang gehalten hat.
Professorin Matussek fördert und fordert David sehr, da ein Stipendium, das ihn nach New York bringen würde, in Aussicht steht. Er gerät mehrmals in Konflikt mit seinem talentierteren Kommilitonen Walter, mit dem er sich auch noch die Freundin teilt, die Gesangsstudentin Marie. Der wachsende Erwartungs- und Konkurrenzdruck lässt David die Kontrolle über sein Leben verlieren. Mit seinen wechselhaften künstlerischen Leistungen ändert sich auch die Meinung seiner Professorin zum New Yorker Stipendium, das schließlich zu seinem einzigen verbissenen Ziel wird – in einer parallel stattfindenden Meisterklasse macht er sich durch geradezu dilettantisches Spiel zum Gespött.
Nachdem Marie ihr Studium abgeschlossen hat, verliert ihre Beziehung an Intensität, und David verliert eine weitere Stütze. Seine nachlassenden Leistungen stellen seine Professorin vor ein Rätsel; er zeigt nun auch starke psychische und körperliche Stresssymptome. Sein Vorwurf an Walter, dieser habe ihm Noten aus seinem Zimmer gestohlen, münden in eine heftige Prügelei. Doch David erreicht vorerst sein Ziel und wird offiziell für das Stipendium vorgeschlagen. Auf der ausgelassenen Feier dieses Erfolges stürzt David heftig ab. Professorin Matussek teilt ihm schließlich mit, dass sie die Empfehlung für das Stipendium nicht mehr aufrechterhalten könne. Seine kindischen Auseinandersetzungen mit Walter gingen sie zwar nichts an; sein häufiges Fernbleiben vom Unterricht und sein Leistungsabfall seien jedoch nicht akzeptabel. Da das Semester in drei Wochen ohnedies enden werde, rät sie ihm, nach Hause zu fahren, auszuspannen und im nächsten Semester wiederzukommen.
Als er wieder bei seiner Mutter wohnt, scheint sich Davids Leben zunächst zu beruhigen. Er redet mit ihr kaum über die Zeit am Konservatorium und lässt sie in dem Glauben, er reise bald nach New York ab. In seiner Verlegenheit macht er sich mit Hausarbeiten nützlich und trifft sich mehrmals mit seiner Jugendliebe Stella, die mittlerweile in einer anderen Beziehung lebt und ein kleines Kind hat. Eines Tages kündigt er seiner Mutter an, er müsse nochmals einen Tag an die Hochschule. Tatsächlich besucht er Stella und erhängt sich dort, während sie mit ihrem Kind außer Haus ist.

## Produktion

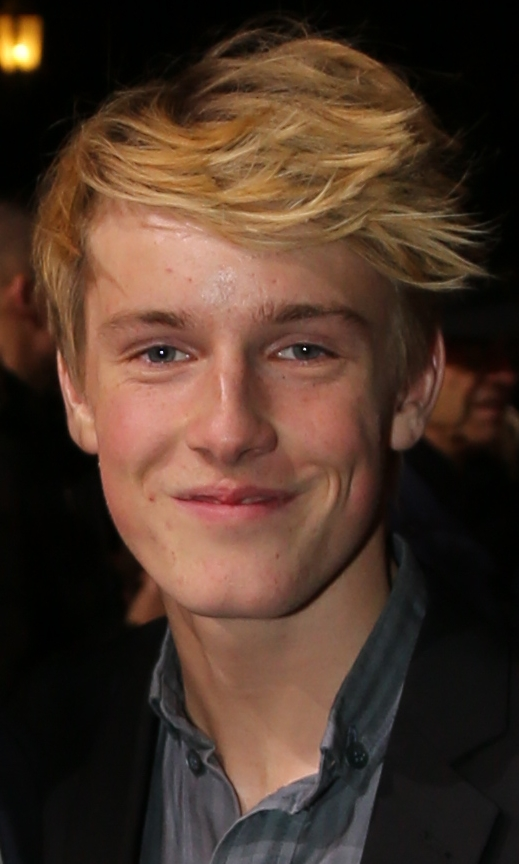
Louis Hofmann spielt den jungen Klavierstudenten David

Das titelgebende Prélude („Vorspiel“) ist ein Instrumentalwerk mit eröffnendem oder hinführendem Charakter.
Regie führte Sabrina Sarabi, die auch das Drehbuch schrieb. Es handelt sich um das Langfilmdebüt der deutsch-ungarisch-iranischen Autorin und Regisseurin.
Prélude erhielt eine Produktionsförderung vom Kuratorium junger deutscher Film in Höhe von 50.000 Euro.
Louis Hofmann spielt den jungen Konzertpianisten David, Liv Lisa Fries spielt Marie. Saskia Rosendahl ist in der Rolle von Stella zu sehen.
Die Dreharbeiten fanden von Ende Mai bis Anfang Juli 2017 statt. Als Kameramann fungierte Max Preiss.
Mitte Juni 2019 wurde ein erster Trailer vorgestellt. Die Premiere erfolgte am 28. Juni 2019 beim Filmfest München. Ein Kinostart in Deutschland erfolgte am 29. August 2019.

## Rezeption

### Altersfreigabe
In Deutschland wurde der Film von der FSK ab 12 Jahren freigegeben. In der Freigabebegründung heißt es, im letzten Drittel werde die Atmosphäre zunehmend beklemmender, wirke zeitweise surreal und münde im Suizid der Hauptfigur, der jedoch nur angedeutet wird.

### Kritiken
Dieter Oßwald von der Gilde deutscher Filmkunsttheater schreibt, Louis Hofmann präsentiere sich im Film im minimalistischen Weniger-ist-Mehr-Modus, und ihm gelinge scheinbar mühelos die Mischung aus Verletzlichkeit und Coolness: „Schüchtern und introvertiert kommt er daher, zugleich wirkt er wie ein Vulkan kurz vor dem Ausbruch.“ Mit Liv Lisa Fries habe Hofmann das perfekte Gegenstück an seiner Seite, so Oßwald weiter: „So selbstsicher wie geheimnisvoll gibt sie als Sängerin stets souverän den Ton an.“
Allan Hunter von Screen Daily findet, Prélude ähnele in seinem Verlauf zunehmend der Paranoia eines Polański-Klassikers aus den 1960er Jahren oder den komplizierten, vergifteten Beziehungen in einigen der besten Arbeiten von Nicolas Roeg. Der exzellente Sound-Mix verwende das Geräusch eines unaufhörlichen Ping-Pong-Matches, einen tropfenden Wasserhahn und die Tyrannei eines Metronoms, um zu vermitteln, was in Davids Kopf vorgeht, so Hunter weiter.
Von der Deutschen Film- und Medienbewertung wurde Prélude mit dem Prädikat Besonders wertvoll versehen. In der Begründung heißt es, auf inszenatorischer Ebene überzeuge nachhaltig das Konzept, weniger mit Dialogen als vielmehr mit filmischen Mitteln zu erzählen. So etwa drücke Davids Musik in der Art, wie sie inszeniert ist, alle Emotionen der Figur perfekt aus, und enorm starke Montagesequenzen aus Bildern und Tönen vermögen auf filmischem Wege viel besser, das Innere der Figur nach außen zu kehren, als jede verbal geäußerte Erklärung: „Prélude leistet einen starken Beitrag zum Zustand unserer Leistungsgesellschaft, die nicht nur, aber vor allem jungen Menschen mit einem enormen Druck belastet. “

### Auszeichnungen
Filmfest München 2019
- Nominierung für den Förderpreis Neues Deutsches Kino – Regie (Sabrina Sarabi)
- Nominierung für den Förderpreis Neues Deutsches Kino – Drehbuch (Sabrina Sarabi)
- Nominierung für den Förderpreis Neues Deutsches Kino – Schauspiel (Johannes Nussbaum)[9]